# Republika Krym (2014)
Republika Krym (rusky Республика Крым, ukrajinsky Республіка Крим, krymskotatarsky Qırım Cumhuriyeti) byl ruský loutkový stát, vyhlášený 17. března 2014, který byl o čtyři dny později, 21. března, anektován Ruskou federací. Rozkládal se na poloostrově Krym a de facto se jednalo o území spravované Autonomní republikou Krym a městem Sevastopol, které byly a jsou dle ukrajinské ústavy stále součástí Ukrajiny.
Nezávislost republiky Krym byla uznána pouze Ruskem, které usilovalo stejně jako zdejší ruskými ozbrojenci dosazená proruská vláda o začlenění celého poloostrova k federaci. Nezávislost byla vyhlášena především proto, že z právního hlediska usnadnila začlenění území do Ruské federace, ke kterému došlo za čtyři dny.
Území republiky bylo při anexi do Ruské federace začleněno jako Republika Krym a federální město Sevastopol. Dohromady tvořily na přechodné období Krymský federální okruh v rámci Ruské federace, od roku 2016 jsou oba subjekty začleněny do Jižního federálního okruhu. Mezinárodní společenství to ale neuznává a nadále považuje území za autonomní republiku a město Sevastopol se zvláštním statusem v rámci Ukrajiny.